# Løvsanger
Løvsangeren (latin: Phylloscopus trochilus) er en spurvefugl af løvsangerfamilien. Den når en længde på 10-11 centimeter. Den yngler i det nordlige og tempererede Europa og Asien. Hele bestanden trækker til Afrika syd for Sahara.  Ynglebestanden er vurderet som sårbar på den danske rødliste.

## Klassificering
Løvsangeren blev formelt beskrevet af Linné i 1758 i tiende udgave af hans Systema Naturae under artsnavnet Motacilla trochilus. Den er nu indplaceret som en af omkring 80 arter af slægten løvsangere (Phylloscopus).
Der er findes tre underarter:
- P.t. trochilus (Linné, 1758). Yngler i Europa (fra Pyrenæerne og Alperne og nordpå), bortset fra det nordlige Skandinavien, og overvintrer i Vestafrika.
- P.t. acredula (Linné, 1758). Yngler i Nordskandinavien og østpå til det vestlige Sibirien, overvintrer i Centralafrika.
- P.t. yakutensis (Ticehurst, 1935). Yngler i det østlige Sibirien og overvintrer i det østlige og sydlige Afrika.

## Beskrivelse
Løvsangeren er en typisk løvsanger, der ofte har grønlig fjerdragt foroven og gullig forneden eller mere afdæmpede grågrønne til gråbrune farver med mindre eller ingen variation i forhold til årstiden. Ungfuglene er mere gullige end de voksne eksemplarer. Halerne er ret korte og består af 12 fjer (i modsætning til de tætbeslægtede Abroscopus, som har 10 halefjer). Løvsangeren er spinkel og mellem 9 og 14,5 cm, oftest 11-12 cm, lang. Benene er slanke og lysebrune/brungrå, og næbbet er tyndt og mørkt (lyst forneden).
Den ligner meget gransangeren, men virker mere langstrakt, har lysere ben og længere vingefjer.

## Adfærd
Løvsangeren finder føde mellem blade på træer, hvor den fanger insekter. Når løvet er sprunget, lever den mere skjult, men er dog mere synlig end andre af de små sangere.
Dens sang er kendetegnet ved en nedadgående serie af klare toner, der normalt begynder tøvende, hvorpå den stiger i styrke, inden den falder i tonehøjde og dør ud. Dens kald er blødt opadgående og lyder som "hyiid". Den er mere tydeligt to-tonet end gransangerens kald.

## Udbredelse og habitater
Løvsangeren er udbredt i Nord- og Vesteuropa og videre østpå i Sibirien. I Skandinavien generelt anses den for at være den ynglefugl, der forekommer mest. I Danmark træffes den overalt i mange landskabstyper, både løv-, nåle- og blandingsskove, moser, sommerhusområder samt i nogen grad i parker og haver. Den er især almindelig i Vestjylland, hvor man kan støde på den i blandt andet klitplantager.
Det er en trækfugl, der foretager lange flyvninger til overvintringsstederne. De danske løvsangere overvintrer fortrinsvis i Vestafrika, mens de øvrige skandinaviske eksemplarer i højere grad søger mod Østafrika - for alles vedkommende søger de tropiske områder.

## Fredningsstatus
På globalt plan er løvsangeren vurderet til at være ikke truet ifølge IUCN. På den danske rødliste er den dog siden 2017 vurderet til at være sårbar, idet arten gennem en årrække vurderes til at være gået tilbage med mere end 30 %. Tilbagegangen vurderes til at skyldes ringere vilkår på overvintringsdestinationerne.